# Severodvinsk
Severodvinsk (en rus Северодвинск) és una ciutat de l'óblast d'Arkhànguelsk, a Rússia. Es troba al delta del Dvinà Septentrional, a 35 km a l'oest d'Arkhànguelsk.

## Història

### Orígens
Les ribes del Dvinà Septentrional foren explorades en primer lloc pels vikings, i ja hi havia vaixells normands i anglesos que arribaven fins a la desembocadura del riu buscant-hi pells i peix fins que un refredament climàtic al segle xiii convertí aquesta ruta en una navegació massa perillosa.
El lloc on avui es troba el Severodvinsk modern és mencionat per primera vegada el 1419, quan els suecs navegaren a la badia i cremaren el monestir de Nikolo-Korelski. Aquest monestir es creu que fou fundat per Sant Eufemi, missioner ortodox a les terres de Carèlia. L'abadia estigué en ruïnes fins al 1471, quan dos fills de Marfa Borétskaia moriren per una tempesta, i els seus cossos foren recuperats a la platja, prop del monestir dotze dies després. A instàncies de Borétskaia, el monestir fou restaurat i els seus dos fills enterrats allà.

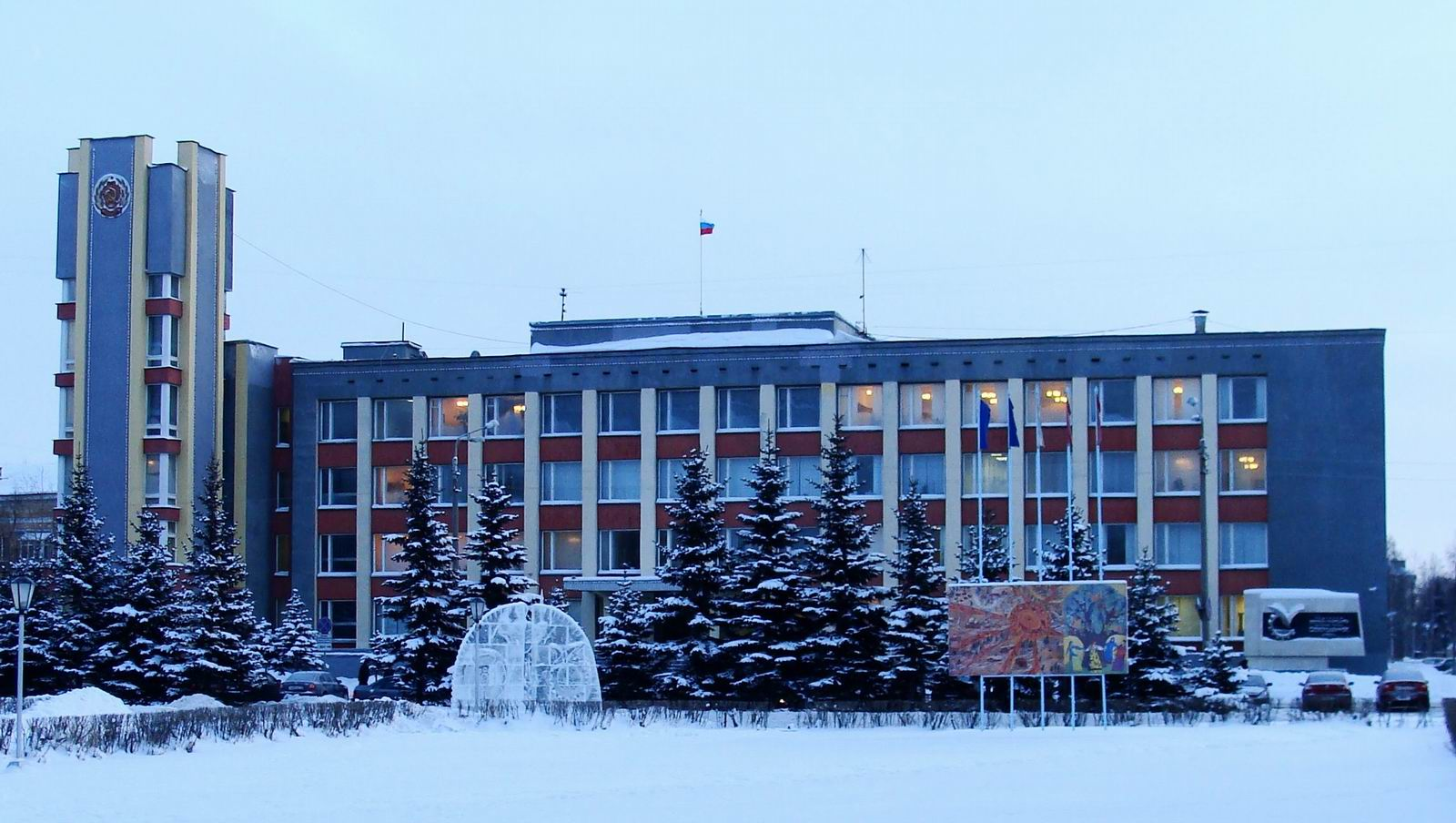
Ajuntament de la ciutat.

El 24 d'agost de 1533, Richard Chancellor, a bord de l'Edward Bonaventure, arribà a l'assentament miner de Nenoksa, que encara avui dia és famós per la seva arquitectura tradicional de fusta. Els mariners britànics es dirigiren al monestir de Nikolo-Korelski, on se sorprengueren en trobar-hi una gran comunitat i un moll prou gran com per donar cabuda a diversos vaixells. La principal església d'aquest establiment estava dedicada a Sant Nicolau, el patró dels mariners, per la qual cosa tota la mar Blanca fou coneguda durant el segle XVI als mapes anglesos com la badia de Sant Nicolau.
Gràcies a Chancellor i al seu viatge, es creà la Companyia de Moscòvia i el monestir de Nikolo-Karelski, quan la major part del comerç de la companyia entre Anglaterra i Moscòvia passava a través del port local. L'agost del 1618 el port fou visitat per John Tradescant l'ancià, quan es dirigia a estudiar una illa situada davant del monestir. Aquesta illa es conegué en la tradició britànica com l'Illa de la Rosa, perquè Tradescant hi trobà una planta molt estranya que anomenà Rosa Moscovita i la portà a Londres.
Els edificis existents del monestir foren construïts al final del període moscovita. La cúpula de la catedral de Sant Nicolau fou construïda entre el 1670 i el 1674, precedida per l'església de l'Assumpció (1664-1667), a la qual s'uní una galeria. Unes dècades després, les muralles i les torres foren construïdes en fusta, i el que més bé se'n conservà de la fortificació fou transportat pels soviètics a Kolómenskoie (Moscou).
El 1936 el Partit Comunista de la Unió Soviètica va ordenar la construcció d'unes drassanes i bases navals, que a l'inici de la Segona Guerra Mundial ja estaven operatives i a la dècada de 1950 allotjaren la construcció dels submarins nuclears. Fins al 1997, entre la Unió Soviètica i Rússia van construir 245 submarins nuclears, més que la suma de tota la resta del món, i la major part foren construïts a Severodvinsk.

## Evolució demogràfica
| 1939   | 1959   | 1979    | 1989    | 2007    | 2008    | 2010    | 2011    | 2012    | 2013    | 2015    |
| ------ | ------ | ------- | ------- | ------- | ------- | ------- | ------- | ------- | ------- | ------- |
| 21.300 | 78.700 | 197.200 | 248.700 | 193.200 | 191.400 | 192.353 | 192.400 | 190.083 | 188.539 | 186.172 |

## Ciutats agermanades
- Tiraspol, Moldàvia
- Briansk, Rússia
- Mazir, Belarús
- Sumi, Ucraïna
- Portsmouth, Estats Units